# Monilia polystroma
Espèce
Monilia polystroma est une espèce de champignons ascomycètes de la famille des Sclerotiniaceae, originaire d'Extrême-Orient.
Ce champignon est l'agent responsable d'une forme de maladie cryptogamique, la moniliose asiatique.
Cette espèce  a d'abord été identifiée, en tant qu'espèce distincte, en 2002 à partir d'isolats japonais précédemment rattachés à Monilinia fructigena. Elle a par la suite été signalée en Hongrie et en Chine,.